# Gebr. Freundlich
Die Gebr. Freundlich AG war ein deutsches Unternehmen, das eine Holzhandlung und Parkettfabrik mit einem Dampfsägewerk in München betrieb und Filialen in Stuttgart und Kirchberg in Tirol, sowie Holzlager in Deutschland, Österreich und Importlager in Osteuropa und Russland unterhielt.

## Gründung und Aufstieg

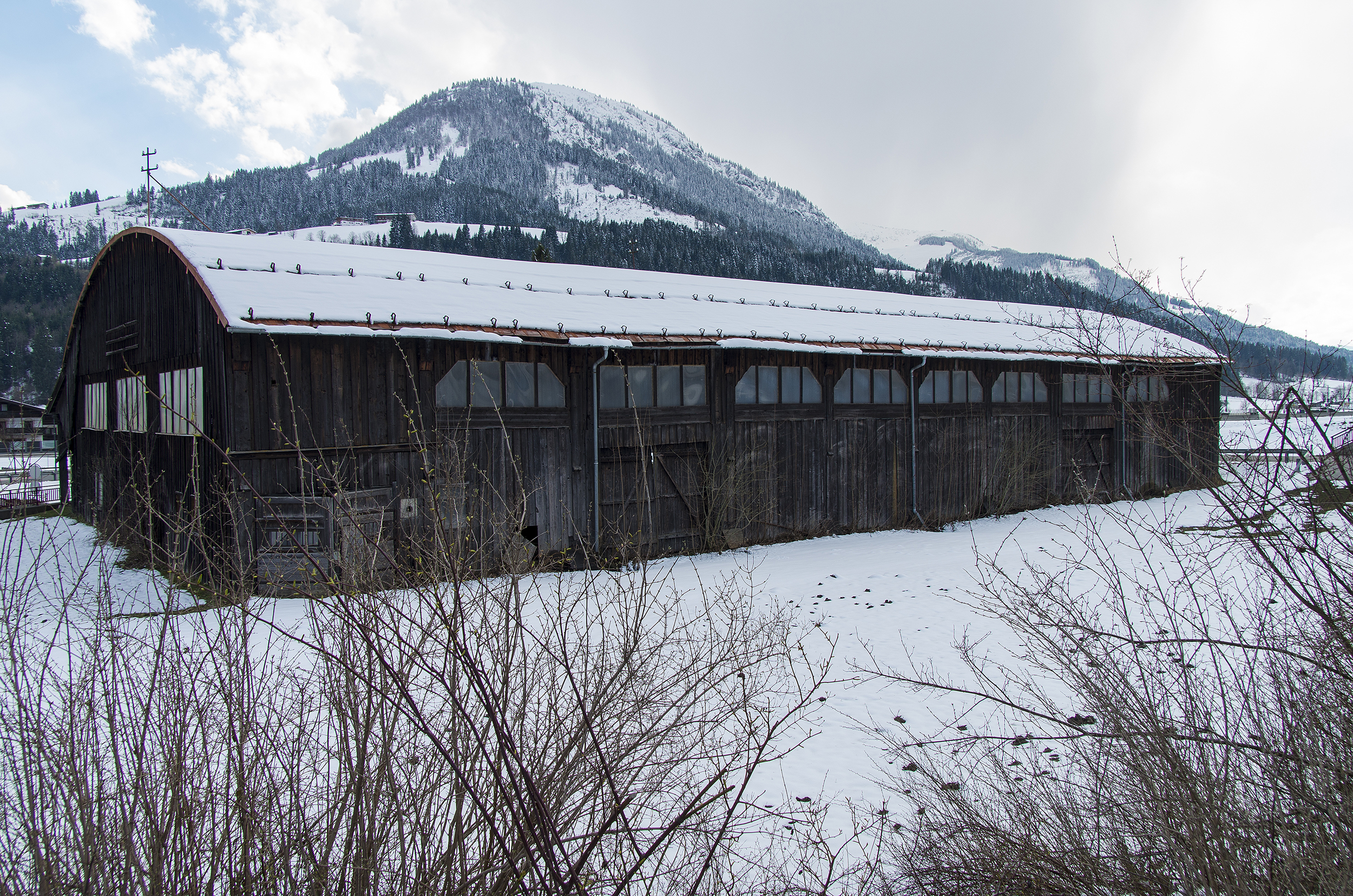
Fabrikhalle der Gebr. Freundlich in Kirchberg in Tirol

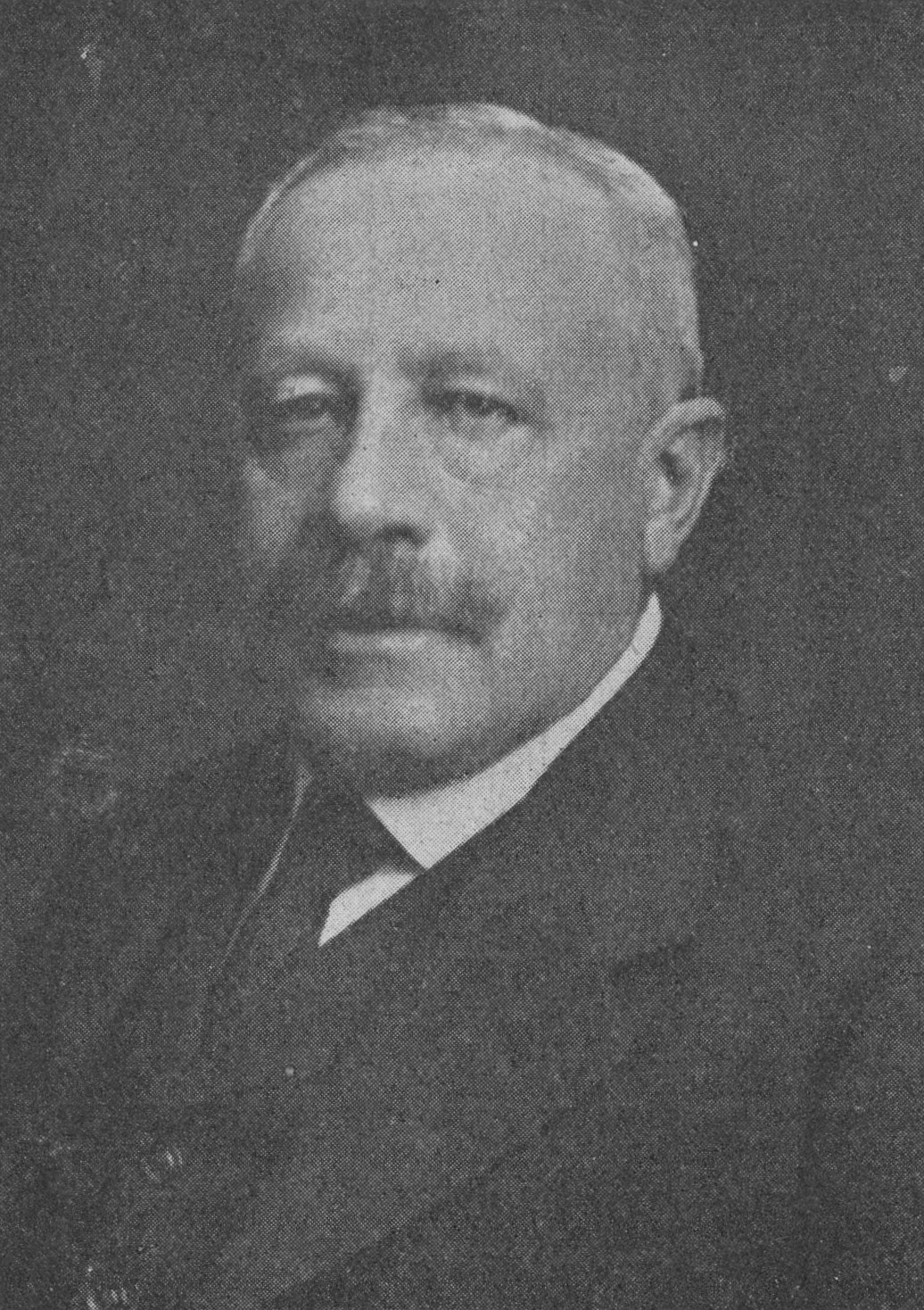
Julius Freundlich (um 1928)

Die Holzhandlung Gebr. Freundlich wurde 1875 in München von Moritz Freundlich (1840–1892) und Julius Freundlich (* 31. März 1853 in Wittelshofen; † 28. September 1937) gegründet. Das Unternehmen besaß ab 1916 ein Sägewerk, ein Lager auf dem Grundstück Elsenheimer Straße 23, ein großes Holzlager auf dem heutigen Grundstück Landsberger Straße 426/428 sowie umfangreiche Holzverwertungsbetriebe in Österreich und Ungarn. Sie lieferte Eichenholz in fast alle Länder Europas. Das Büro befand sich an der Sonnenstraße. 1912 erfolgte die Umwandlung in eine Offene Handelsgesellschaft. In Kirchberg in Tirol wurde Rohparkett für Osteuropa und den Balkan produziert. Nach dem Ersten Weltkrieg wurde in Zürich die Holz-Contor AG gegründet, die sich zu einem Unternehmen von europäischem Rang entwickelte. 1921 kaufte das Unternehmen ein Dampfsägewerk (heute Landsberger Straße 432), das zu einem Hobelwerk für Parkett erweitert wurde.

## Ehrungen
Julius Freundlich wurde 1904 der Ehrentitel eines (königlich bayerischen) Kommerzienrats verliehen. Er wurde zum ehrenamtlichen Handelsrichter berufen.

## Die Familien-AG
1922 erfolgt die Umwandlung der OHG in eine Familien-Aktiengesellschaft. In Folge der Ende 1929 einsetzenden Weltwirtschaftskrise musste die Familie Wertpapiere aus ihrem Privatbesitz an Schweizer Banken verpfänden. Dieser Umstand stellte sich Jahre später als Vorteil heraus, da dieses Vermögen damit dem Zugriff des NS-Regimes entzogen war. Es wurde jedoch erst zehn Jahre nach Kriegsende freigegeben.

## Die Familien Freundlich und Prager
Julius Freundlich kam 1868 15-jährig nach München und arbeitete in einer Münchner Holzhandlung als Gehilfe. Am 29. Juni 1885 heiratete er Karolina (genannt Lina) Prager (1863–1937) aus Heilbronn. Am 2. Mai 1886 wurde die Tochter Cornelia geboren. 1907 heiratete Carolina Freundlich den nichtjüdischen Rechtsanwalt Dr. jur. Rolf Ritter und Edler von Paur (1883–1959). Zwei Brüder von Lina Freundlich traten in das Unternehmen ein: 1912 Ludwig Löb Prager (1866–1936) und 1916 Alfred Siegfried Prager (1883–1940). 1919 trat auch der Schwiegersohn Rolf von Paur ein.

## Während der Zeit des Nationalsozialismus
Nach dem Tod von Julius Freundlich 1937 wurde das Ehepaar von Paur Hauptaktionär (50 %) und Rolf von Paur Vorstandsvorsitzender. Der letzte jüdische Teilhaber schied aus dem Vorstand aus. Die Firma lautete nun Holzhandel AG. Teilhaber waren mit je 25 % Alfred Prager und der Sohn von Ludwig Prager, Fritz Peter Prager. Im Juli 1938 wurden Alfred Prager und Rolf von Paur verhaftet und der Vermögensverschiebung in die Schweiz angeklagt. Das Verfahren wurde schließlich ergebnislos eingestellt. Jedoch stimmten die Unternehmer bedingt durch Verhaftung und Anklageerhebung der Einsetzung eines Treuhänders und Generalbevollmächtigten zu. Diesen Posten übernahm ein SS-Hauptsturmführer, der nun die volle Verfügungsgewalt über das Unternehmen hatte. Im August wurde Alfred Prager erneut verhaftet und danach im Zug der Reichskristallnacht ins KZ Dachau verschleppt. Aufgrund seines schlechten Gesundheitszustands wurde er in eine Klinik verlegt und dort bis Anfang 1940 unter Arrest gestellt. Im September 1940 starb Alfred Prager in Haft. Seine Frau Lilly bemühte sich erfolglos um Emigration und wurde am 20. November 1941 nach Kaunas deportiert und dort am 25. November im Fort IX ermordet.
Rolf von Paur bemühte sich vergeblich um Anerkennung als nichtjüdisches Unternehmen. Gestapo und Reichswirtschaftsministerium waren jedoch nicht einer Meinung. Das Ministerium legte noch im Sommer 1938 dar, es müsse befürchtet werden, dass, wenn der einzige Nichtarier hinausgedrängt werde, dieses im Ausland hoch angesehene Unternehmen empfindlichen Schaden durch Auslandsboykott erleiden könne. Das NS-Regime übte Druck auf von Paur aus, er solle sich scheiden lassen. Dem kam er jedoch nicht nach. 1942 erfolgte die Verhaftung des Ehepaars, Cornelia von Paur wurde zu sieben Monaten Zwangsarbeit verurteilt. Sohn Claus leistete vier Jahre Militärdienst, wurde verwundet und musste schließlich in einem Thüringer Salzbergwerk Zwangsarbeit leisten. Rolf von Paur, 17 Monate in Haft bzw. Arrest, gab im Juni 1942 dem Druck nach und verließ den Vorstand. Im Oktober 1942 übertrug Fritz Peter Prager seine Anteile an seine „arische“ Mutter.

## Nachkriegszeit
Rolf von Paur übernahm nach Kriegsende wieder die Geschäftsleitung, das Unternehmen konnte jedoch nicht mehr an seine früheren Erfolge anknüpfen. Büro und Lagergebäude waren zerstört. Als Lager diente das Grundstück Elsenheimer Straße 23. 1956 wurde der Beschluss zur Geschäftsauflösung in 1958 gefällt.